# Angelė Bajorienė
Angelė Bajorienė (* 11. Mai 1961 in Sabuva, Amtsbezirk Jieznas, Rajongemeinde Prienai) ist eine litauische sozialdemokratische Politikerin.

## Leben
Nach dem Abitur absolvierte Angelė Bajorienė 1983 das Diplomstudium der litauischen Sprache an der Vilniaus pedagoginis universitetas und das Masterstudium der Edukologie an der Kauno technologijos universitetas. Von 1983 bis 1985 arbeitete sie als Lehrerin in Kašonys und danach als Direktorin eines Altenpflegeheims in Prienai. Ab April 2003 war sie Mitglied im Stadtrat Birštonas und leitete den Sozialausschuss. Ab Februar 2013 bis August 2013 war sie litauische Vizeministerin für Soziales, Stellvertreterin der Ministerin Algimanta Pabedinskienė im Kabinett Butkevičius. Sie trat zurück wegen der ethischen Konflikte im öffentlichen Dienst. Danach arbeitet sie als stellvertretende Direktorin im Pflegeheim Prienai.
Seit 2001 ist Bajorienė Mitglied der Lietuvos socialdemokratų partija.
Bajorienė ist geschieden und hat zwei Söhne.